# Naunton Wayne
Naunton Wayne (* 22. Juni 1901 in Llanwonno, Glamorganshire, Wales; † 17. November 1970 in Tolworth, Surrey, England) war ein britischer Schauspieler.

## Leben und Wirken
Wayne begann seine Bühnenlaufbahn 1920 und konzentrierte sich dabei auf Music Halls, Revue und Vaudeville. 1930 trat er erstmals bei den Chelsea Follies auf, 1933 war er Partner von Josephine Baker in London.
1927 erstmals im Rundfunk zu hören, begann er seine Filmkarriere mit Anbruch des Tonfilmzeitalters. Er wurde bekannt durch seine regelmäßige Filmpartnerschaft mit Basil Radford seit Alfred Hitchcocks Eine Dame verschwindet, wo die beiden während des Beschusses ihres Zuges nicht die Fassung verlieren. Seitdem pflegte das Duo in verschiedenen Filmen das Klischee des unerschütterlichen britischen Gentleman, der sich durch nichts aus der Ruhe bringen lässt und sich höchstens über schlechte Manieren oder eine Verspätung beim Cricket echauffiert.

## Filmografie (Auswahl)
- 1938: Eine Dame verschwindet (The Lady Vanishes)
- 1940: Night Train to Munich
- 1945: Traum ohne Ende (Dead of Night)
- 1948: Quartett (Quartet)
- 1949: Blockade in London (Passport to Pimlico)
- 1949: Der Wahnsinn des Dr. Clive (Obsession)
- 1950: So ist das Leben (Trio)
- 1950: Lebensgefährlich (Highly Dangerous)
- 1951: Der dreizehnte Gast (Circle of Danger)
- 1953: Der Titfield-Expreß (The Titfield Thunderbolt)
- 1954: Endstation Harem (You Know What Sailors Are)
- 1959: Immer Ärger mit den Ladies (Operation Bullshine)
- 1961: Das Hausboot (Double Bunk)